# Военно-морские силы Сенегала
Военно-морские силы Сенегала (фр. Marine Senegalaise) — один из видов вооружённых сил Республики Сенегал.

## История

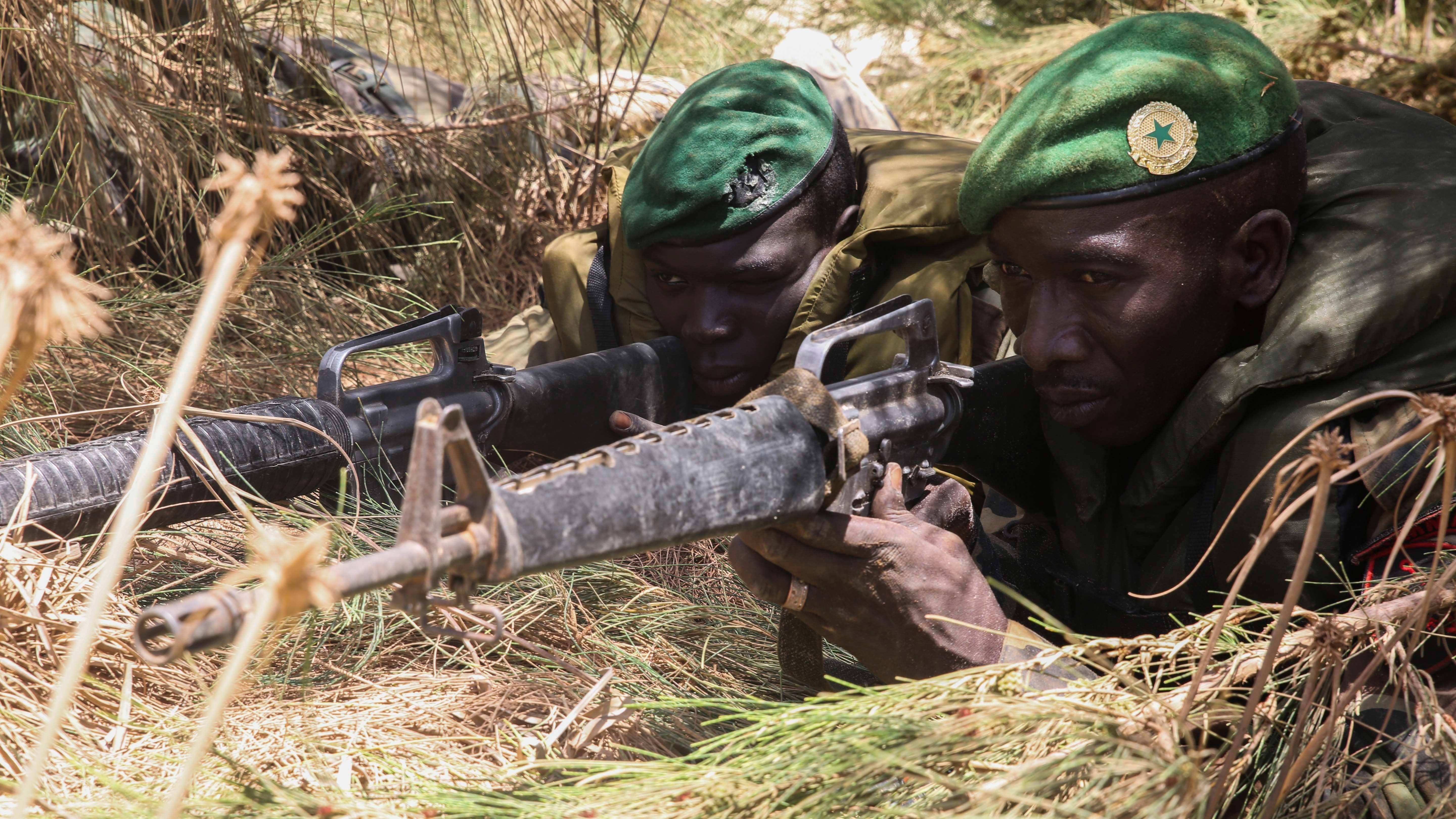
морские пехотинцы Сенегала на учениях (8 июля 2015)

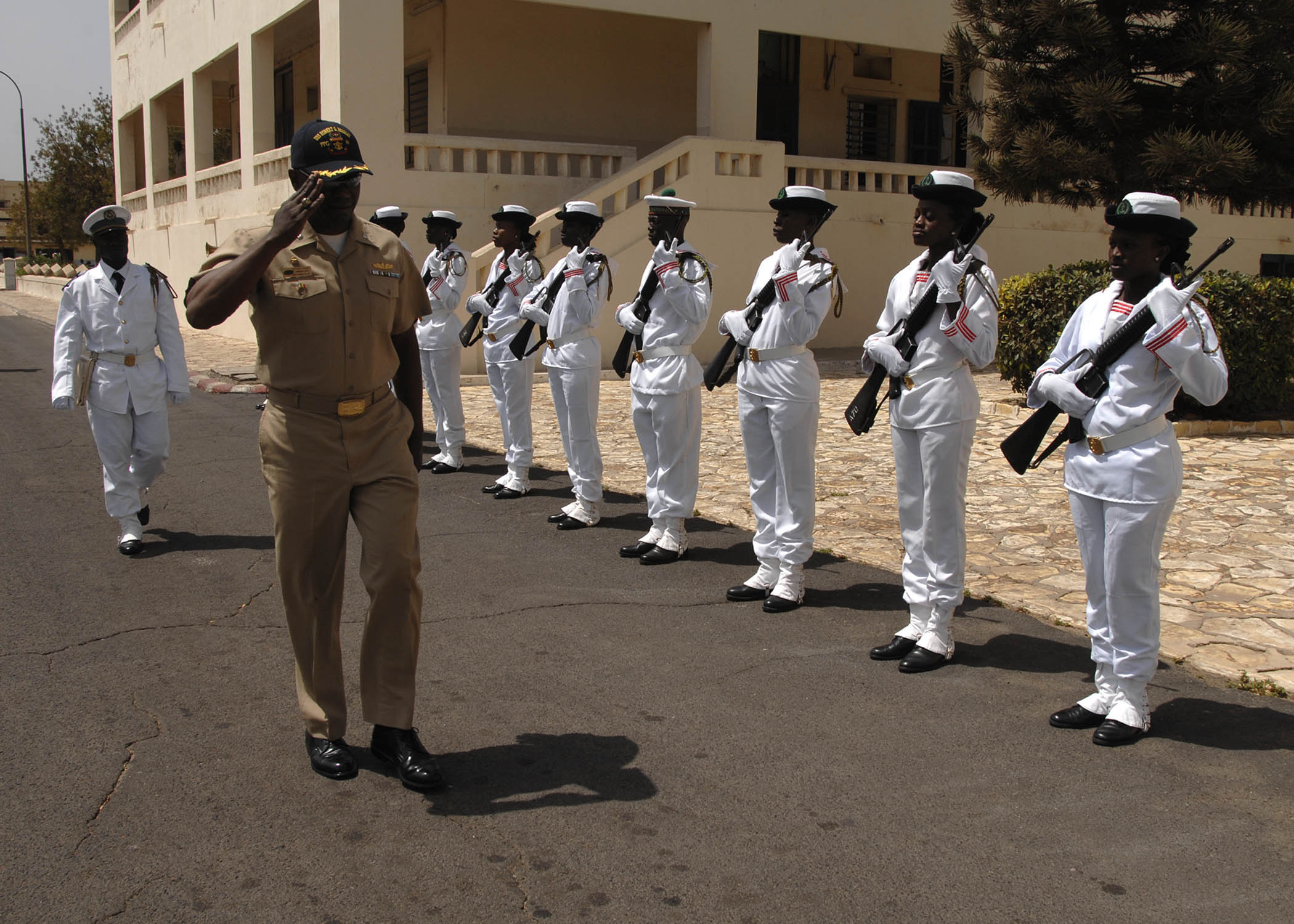
почётный караул моряков ВМС Сенегала с автоматами М-16A2 (21 апреля 2011)

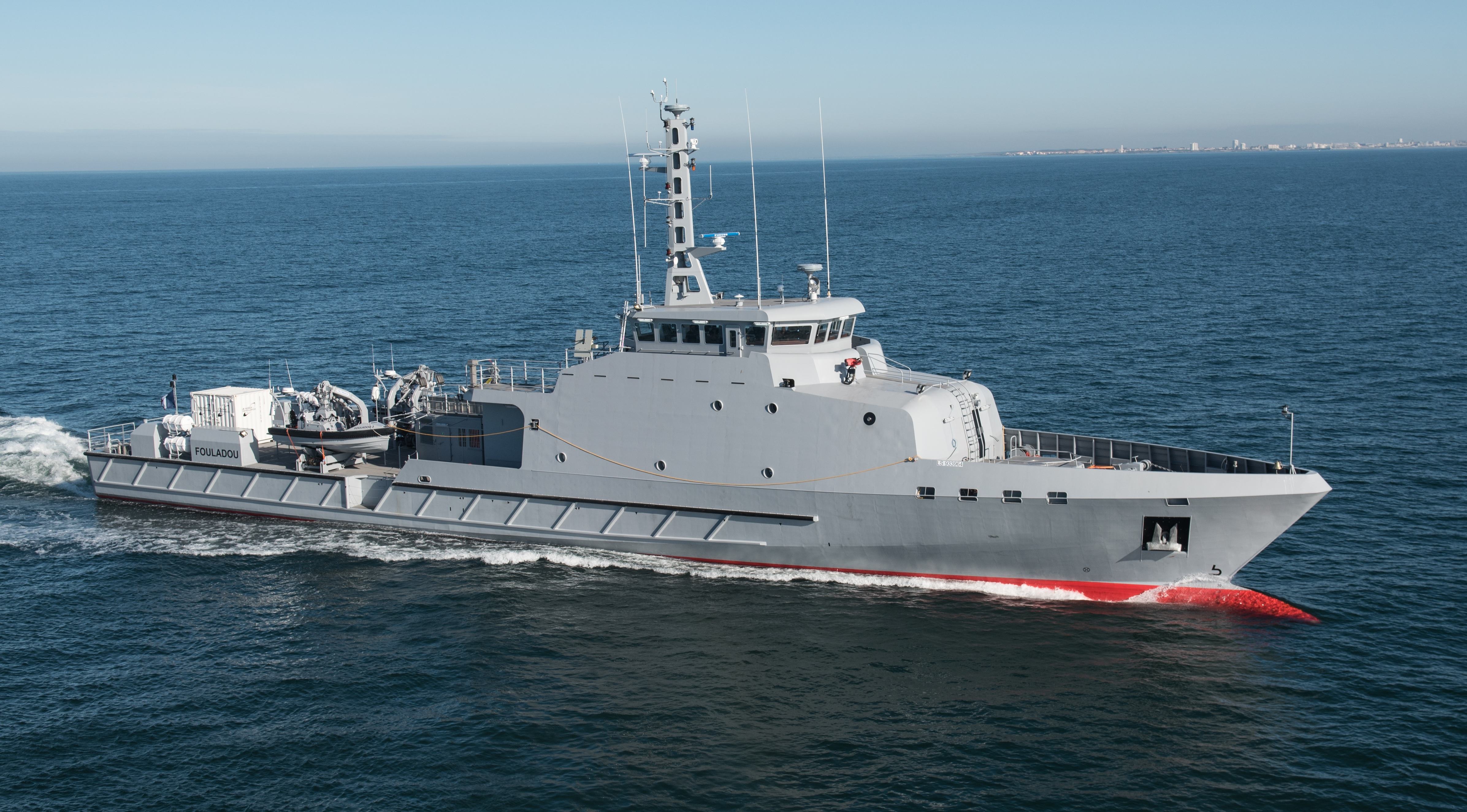
патрульный катер Fouladou ВМС Сенегала (август 2017)

Создание инфраструктуры для базирования и технического обслуживания военно-морского флота на побережье Атлантического океана началось, когда Сенегал был колонией Франции (поселение Сен-Луи на острове в устье реки Сенегал было основано во второй половине XVII века, но в дальнейшем основным местом базирования французского флота стал порт Дакар). 
После разгрома и капитуляции Франции летом 1940 года французские колонии оказались изолированными от метрополии. Летом 1940 года военно-политическое руководство Британской империи приняло решение о захвате и уничтожении кораблей военно-морского флота Франции, чтобы не допустить их захвата странами "оси". В ходе начатой в июле 1940 года операции «Катапульта» английский флот атаковал французские корабли (в том числе, в порту Дакара), что привело к усилению антианглийских настроений среди французов. В сентябре 1940 года была предпринята неудачная попытка высадить в Дакаре морской десант. В результате боевых действий, портовая инфраструктура была повреждена, а французские колониальные власти Сенегала длительное время сохраняли верность режиму Виши и не присоединялись к движению "Свободная Франция" и Антигитлеровской коалиции.
В 1958 году Сенегал получил статус государства в составе Французского союза, а после получения независимости от Франции летом 1960 года на основе ранее существовавших подразделений французских колониальных войск и местной полиции началось создание вооружённых сил.
Решение о создании военного флота было принято в январе 1961 года, в 1974 году ВМС насчитывали около 200 человек и 5 патрульных кораблей. 22 января 1975 года военно-морские силы были выделены в отдельное командование.
В дальнейшем, численность личного состава ВМС была увеличена - в начале 1977 года она составляла 300 человек. В 1980-1981 гг. было создано подразделение морской пехоты (FUMACO).
В 2012 году в Испании был куплен один патрульный катер.
В 2015 году военно-морские силы насчитывали около 950 человек, два средних десантных корабля, четыре больших патрульных катера и пять малых патрульных катеров.

## Современное состояние
По состоянию на начало 2022 года военно-морские силы насчитывали около 950 человек, два танкодесантных судна, одно судно обеспечения и семь патрульных катеров.